# Třída Invincible (2019)
Třída Invincible je třída konvenčních ponorek objednaných singapurským námořnictvem. Celkem bylo objednáno šest jednotek této třídy. Ponorky jsou vybaveny pohonem nezávislým na přístupu vzduchu (AIP). Ve službě nahradí ponorky třídy Challenger. První dvě jednotky byly do služby přijaty roku 2024. Jsou to první ponorky, které byly přímo postaveny pro singapurské námořnictvo (na rozdíl od prvních singapurských ponorek, původně švédských tříd Sjöormen a Västergötland).

## Stavba

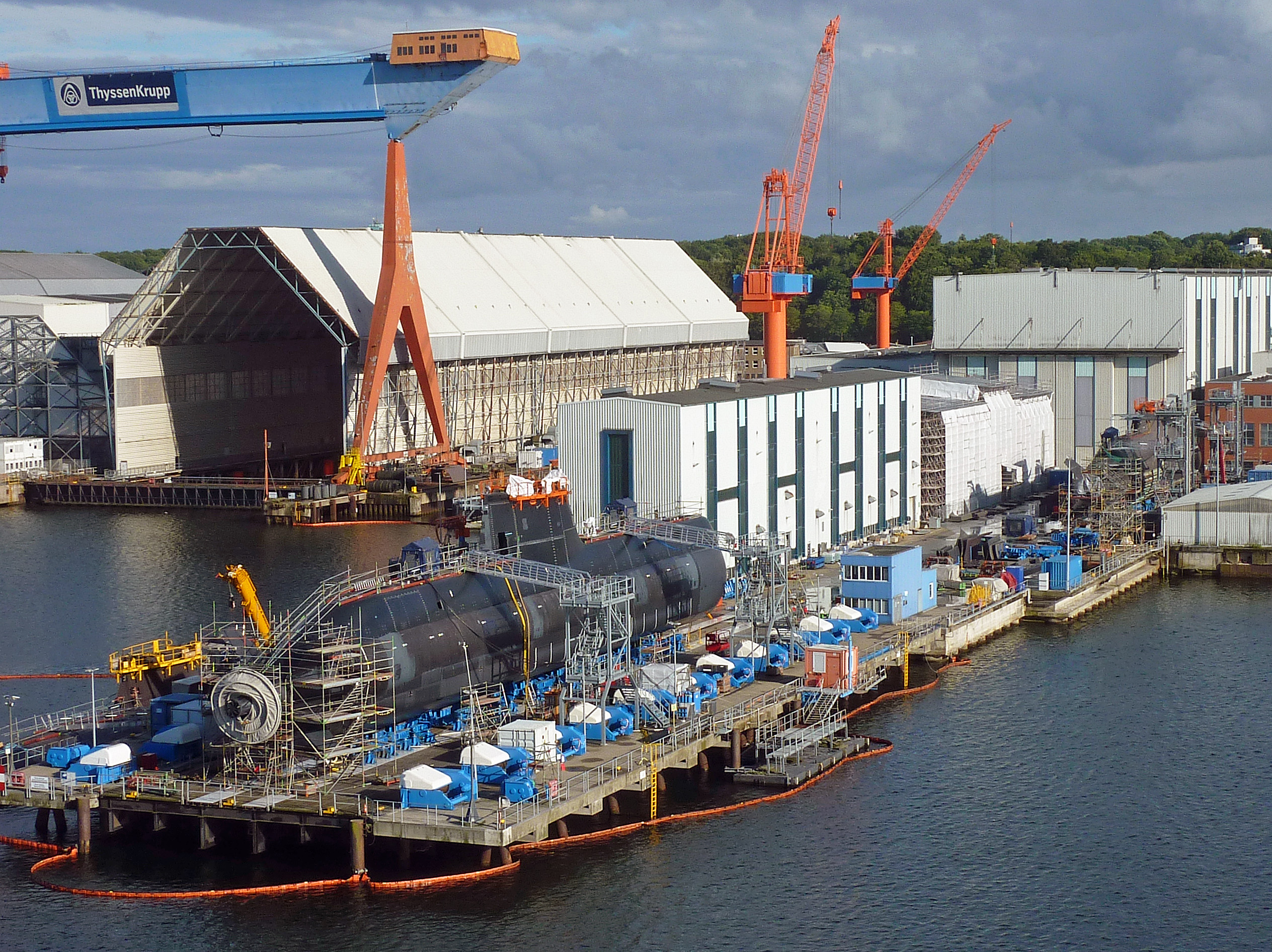
Ponorka Illustrious v loděnici v Kielu

Zakázku na stavbu prvních dvou jednotek třídy Invincible získala v roce 2013 německá loděnice ThyssenKrupp Marine Systems (TKMS). Ponorky byly vyvinuty speciálně pro Singapur. Stavbou byla pověřena loděnice TKMS v Kielu. Slavnostní první řezání oceli na první dvě jednotky proběhlo v roce 2014, přičemž dodány měly být v letech 2021–2022.
V květnu 2017 bylo na veletrhu IMDEX Asia oznámeno, že singapurské ministerstvo obrany objednalo stavbu druhého páru ponorek (Batch 2), jejichž dodání je plánováno na rok 2025. Součástí obou kontraktů je technická podpora provozu a výcvik posádek. Slavnostní řezání oceli na druhý pár ponorek proběhlo 12. ledna 2018.
Prototypová ponorka Invincible byla na vodu spuštěna 18. února 2018. Dodání Invincible bylo posunuto na rok 2022 kvůli dopadům pandemie nemoci covid-19. Nakonec však bylo zdržení ještě větší. Druhá a třetí jednotka byly na vodu spuštěny 13. prosince 2022.
První dvě ponorky Invincible a Impeccable byly do služby přijaty 25. září 2024. Ceremoniál proběhl na základně Changi za přítomnosti singapurského premiéra a ministra obrany. Do Singapuru byly ponorky dopraveny v červenci a srpnu 2024 na palubě nákladních lodí.
Dne 7. května 2025 byl podepsán kontrakt na pátou a šestou jednotku této třídy.
Jednotky třídy Invincible:
| Jméno       | Zahájení stavby | Spuštěna          | Vstup do služby | Status    |
| ----------- | --------------- | ----------------- | --------------- | --------- |
| Invincible  | 2014            | 18. února 2019    | 24. září 2024   | aktivní   |
| Impeccable  | 2014            | 13. prosince 2022 | 24. září 2024   | aktivní   |
| Illustrious | leden 2018      | 13. prosince 2022 | 2024 (plán)     | ve stavbě |
| Inimitable  | leden 2018      | 22. dubna 2024    | 2025 (plán)     | ve stavbě |
|             |                 |                   |                 | objednána |
|             |                 |                   |                 | objednána |

## Konstrukce

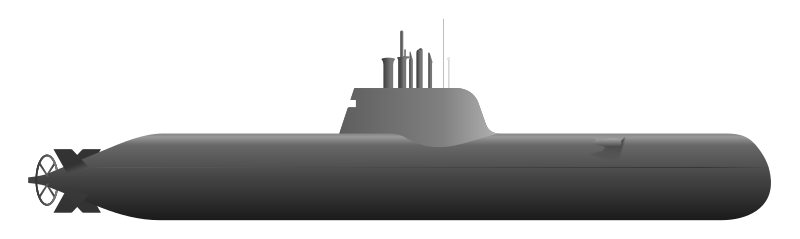
Ilustrace ponorky třídy Invincible

Ponorky konstrukčně vycházejí z německých ponorek tyu 214 a začleněna do části návrhu ponorek tyu 216, označených jako  ponorka typu 218SG. Na vývoji bojového informačního systému spolupracují společnosti Atlas Elektronik a ST Electronics. Ponorky budou vyzbrojeny osmi 533mm torpédomety. Budou vybavený kormidly uspořádanými do X, zlepšujícími manévrovací schopnosti ponorek a pomocným pohonem nezávislým na přístupu vzduchu. Ten budou tvořit dva elektrochemické palivové články PEM, každý o výkonu 120 kW. Nejvyšší rychlost bude 10 uzlů na hladině a 15 uzlů pod hladinou.